# ハインリヒ・シュミットガル
ハインリヒ・シュミットガル（カザフ語: Генрих Шмидтгаль、ラテン文字: Genrikh Shmidtgal、ドイツ語: Heinrich Schmidtgal、1985年11月20日 - ）は、カザフ・ソビエト社会主義共和国・アルマトイ州エシク出身のカザフスタン代表プロサッカー選手である。ポジションはDF。

## 概要
シュミットガルの家族は彼が2歳の時にカザフスタンからドイツへと移住したため、シュミットガルはSCフェールのユースアカデミーでサッカーを始めた。18歳の時に、シュミットガルはトップチームに昇格、4年間でオーバーリーガ西区において102試合出場15ゴールという成績をあげる。2007年、ブンデスリーガに所属していたVfLボーフムと契約を果たすが、トップチームでの出場はなく、リザーブチームで61試合8ゴールという成績を残した。2009年の夏、ボーフムからブンデスリーガ2部のSCロートヴァイス・オーバーハウゼンへと移籍した。2011年にはSpVggグロイター・フュルトに移籍し、チームの1部昇格に貢献した。
2013年5月、フォルトゥナ・デュッセルドルフに移籍することが発表された。

## カザフスタン代表
2008年、サッカーカザフスタン代表の代表監督となったベルント・シュトルクがカザフスタン生まれのドイツ人選手として彼の調査を開始した。この調査では、セルゲイ・カリモフ、ユーリ・ユドト、シュミットガルの3名を対象として調査した。2010年9月3日、シュミットガルはUEFA EURO 2012予選A組のトルコ戦でカザフスタン代表デビューを果たした。シュミットガルはカザフスタン国籍を完全には取得しておらず、 暫定的に作成されたカザフスタン国外では使用不可能な身分証明書しか持っていなかったため、UEFAの規定によりウィーンで行われた予選第二戦のオーストリア戦には出場することができなかった。後に正式なパスポートを取得し、ドイツ系カザフスタン人となった。

## 統計表
2012年8月25日現在
| クラブ成績 | クラブ成績                         | クラブ成績           | リーグ | リーグ | カップ      | カップ      | 通算 | 通算 |
| シーズン   | クラブ                             | リーグ               | 出場   | 得点   | 出場        | 得点        | 出場 | 得点 |
| ドイツ     | ドイツ                             | ドイツ               | リーグ | リーグ | DFBポカール | DFBポカール | 通算 | 通算 |
| ---------- | ---------------------------------- | -------------------- | ------ | ------ | ----------- | ----------- | ---- | ---- |
| 2003–04    | SCフェール                         | オーバーリーガ西区   | 10     | 1      | —           | —           | 10   | 1    |
| 2004–05    | SCフェール                         | オーバーリーガ西区   | 29     | 4      | —           | —           | 29   | 4    |
| 2005–06    | SCフェール                         | オーバーリーガ西区   | 29     | 4      | —           | —           | 29   | 4    |
| 2006–07    | SCフェール                         | オーバーリーガ西区   | 34     | 6      | —           | —           | 34   | 6    |
| 2007–08    | VfLボーフム2部                     | オーバーリーガ西区   | 30     | 4      | —           | —           | 30   | 4    |
| 2008–09    | VfLボーフム2部                     | レギオナルリーガ西区 | 31     | 4      | —           | —           | 31   | 4    |
| 2009–10    | SCロートヴァイス・オーバーハウゼン | 2. ブンデスリーガ    | 33     | 5      | 2           | 0           | 35   | 5    |
| 2010–11    | SCロートヴァイス・オーバーハウゼン | 2. ブンデスリーガ    | 18     | 0      | 0           | 0           | 18   | 0    |
| 2011–12    | SpVggグロイター・フュルト          | 2. ブンデスリーガ    | 33     | 4      | 3           | 0           | 36   | 4    |
| 2012–13    | SpVggグロイター・フュルト          | ブンデスリーガ       | 1      | 0      | 0           | 0           | 1    | 0    |
| 通算       | ドイツ                             | ドイツ               | 248    | 32     | 5           | 0           | 253  | 32   |
| 総通算     | 総通算                             | 総通算               | 248    | 32     | 5           | 0           | 253  | 32   |

## 所属クラブ
- SCフェール 2003-2007
- VfLボーフムII 2007-2009
- SCロートヴァイス・オーバーハウゼン 2009-2011
- SpVggグロイター・フュルト 2011-2013
- フォルトゥナ・デュッセルドルフ 2013-2015
- FSVフランクフルト 2015-2016